# Ascha
Ascha település Németországban, azon belül Bajorországban. Lakosainak száma 1641 fő (2023. december 31.).

## Népesség
A település népessége az elmúlt években az alábbi módon változott:
| Lakosok száma | 400  | 822  | 946  | 1152 | 1564 | 1583 | 1597 | 1604 | 1638 | 1641 |
|               | 1875 | 1950 | 1970 | 1987 | 2012 | 2013 | 2015 | 2017 | 2021 | 2023 |